# 라스 타블라스역

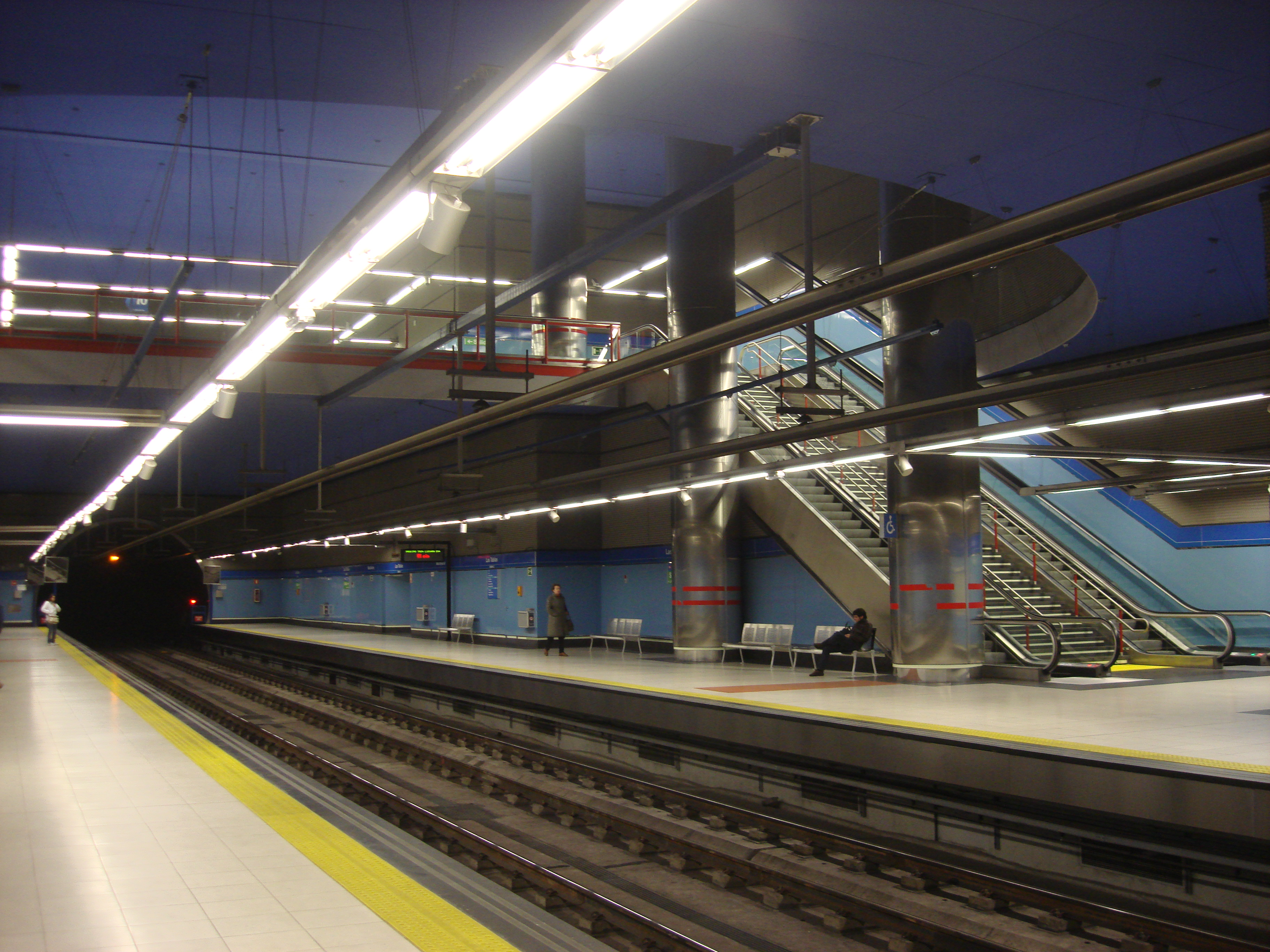
지하철역

라스 타블라스 역(스페인어: Las Tablas)은 마드리드 지하철 10호선과 마드리드 경전철 1호선이 만나는 환승역이다. 푸엥카랄엘파르도 구 발베르데 지역의 라스타블라스델바리오 주택지구에 위치해 있다. 산토 도밍고 데 라 칼사다 대로, 팔라스 데 레이 거리와 나란히 자리잡고 있다. 요금구역상으로는 A구역에 속한다.

## 역사
2007년 4월 26일 10호선 북부 연장구간인 메트로노르테 (MetroNorte)의 개통과 함께 문을 열었다. 2007년 5월 24일에는 경전철 노선이 개통되었다.

## 환승 정보
역 주변에 시내버스 정류장이 네 곳 있다.
버스
- 시내버스
  - 172, 176, T61번 버스 (주간)

지하철
| 마드리드 지하철                                | 마드리드 지하철        | 마드리드 지하철               |
| ---------------------------------------------- | ---------------------- | ----------------------------- |
| 론다 데 라 코무니카시온 오스피탈 인판타 소피아 | 마드리드 지하철 10호선 | 몬테카르멜로 푸에르타 델 수르 |
| 마드리드 경전철                                |                        |                               |
| 팔라스 데 레이 피나르 데 차마르틴              | 마드리드 경전철 1호선  | 시·종착역                     |